# Philonotis lizangii
Philonotis lizangii là một loài rêu trong họ Bartramiaceae. Loài này được T.J. Kop. mô tả khoa học đầu tiên năm 2010.